# Neta (Lamjung)
Pour les articles homonymes, voir Neta.
Neta (en népalais : कुन्छा) est un comité de développement villageois du Népal situé dans le district de Lamjung. Au recensement de 2011, il comptait 1 697 habitants.